# Alfonso Cano
Alfonso Cano, nom de guerre för Guillermo León Sáenz Vargas, född 22 juli 1948 i Bogotá, död 4 november 2011 nära Suarez, Cauca, var en colombiansk gerillaledare för Fuerzas Armadas Revolucionarias de Colombia - Ejército del Pueblo; FARC-EP. Under hans ledarskap återsamlade gerillan sina krafter genom en manöver som går under namnet "Plan Renacer". En av de vanligaste orsakerna till desertering inom FARC-EP är politikens påstått minskade betydelse för gerillan, varför Cano har beslutade sig för att öka den politiska skolningen inom de egna leden.  Alfonso Cano sköts till döds 4 november 2011 av den colombianska regeringens styrkor.